# Karol Cariola
 (avril 2024).
Karol Cariola, née le 1er avril 1987, est un femme politique chilienne, qui est Présidente de la Chambre des députés depuis 2024.

## Biographie
Elle est l'ancienne présidente de la Fédération des étudiants de l’Université de Concepción en 2010. Elle a été élue secrétaire générale des Juventudes Comunistas de Chile, (l’aile jeunesse du Parti communiste du Chili) lors du XIIIe Congrès de l’organisation qui s’est tenu en octobre 2011. Cariola est la deuxième femme à occuper ce poste au sein des Jeunesses communistes du Chili après la défunte dirigeante communiste Gladys Marin.
Le 4 août 2013, Cariola est apparu comme le principal candidat au Congrès lors des élections primaires de la coalition New Majority pour la circonscription électorale de Recoleta et Independencia.  Par la suite, lors des élections générales chiliennes du 17 novembre 2013, elle a remporté 38,47 % des voix et est devenue la députée élue pour la 19e circonscription électorale de Santiago de Recoleta et Independencia.
En décembre 2021, Cariola a été élue par les membres du parti pour rejoindre le comité central du Parti communiste du Chili.